# 環境情報学研究科
環境情報学研究科（かんきょうじょうほうがくけんきゅうか）とは、環境学や情報科学についてより高度な研究と教育を目的とした日本の大学院研究科。
東京都市大学（旧武蔵工業大学）や帝京平成大学大学院に設置されている。
公立鳥取環境大学にも設置されていたが、2016年4月に募集を停止し、環境経営研究科を新たに設置した。